# Ricardo Rodríguez (futebolista)
Ricardo Iván Rodríguez Araya  (Zurique, 25 de agosto de 1992) é um futebolista suíço de origem espanhola e chilena que atua como lateral-esquerdo. Atualmente joga pelo Betis. É conhecido por sua habilidade, precisão em cruzamentos, passes, cobranças de faltas e pênaltis.

## Carreira
Rodriguez fez parte do elenco da Seleção Suíça de Futebol da Olimpíadas de 2012.
Ele tambem fez parte do elenco da Seleção Suíça de Futebol da Copa de 2014 e da Eurocopa de 2016.

## Milan
Em 2017, Ricardo Rodríguez acertou sua transferência para o Milan.

## Títulos
Wolfsburg
- Copa da Alemanha: 2014–15
- Supercopa da Alemanha: 2015
- Copa do Mundo de Sub-17: 2009